# Cantón de Landrecies
El cantón de Landrecies era una división administrativa francesa, que estaba situada en el departamento de Norte y la región de Norte-Paso de Calais.

## Composición
El cantón estaba formado por diez comunas:
- Bousies
- Croix-Caluyau
- Fontaine-au-Bois
- Forest-en-Cambrésis
- Landrecies
- Le Favril
- Maroilles
- Preux-au-Bois
- Prisches
- Robersart

## Supresión del cantón de Landrecies
En aplicación del Decreto nº 2014-167 de 17 de febrero de 2014, el cantón de Landrecies fue suprimido el 22 de marzo de 2015 y sus 10 comunas pasaron a formar parte del nuevo cantón de Avesnes-sur-Helpe.